# Чилас

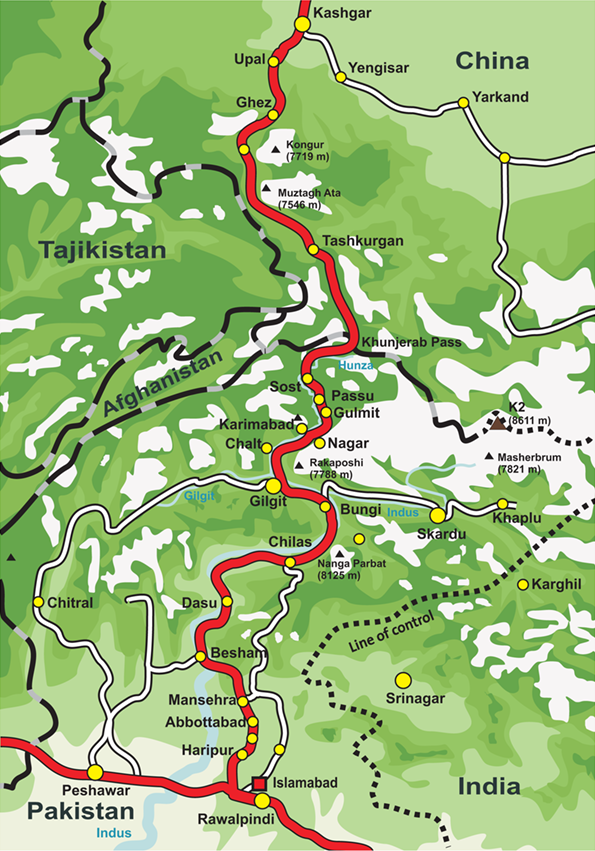
Оглядова карта Каракорумського шосе

Чілас (урду nq|چلاس) — місто та столиця округу Діамер, розташоване в Гілгіт-Балтістані, Пакистан, на річці Інд. Це частина Шовкового шляху, з’єднаного Каракорумським шосе та Національним шосе N-90 з Ісламабадом і Пешаваром на південному заході через райони Хазара та Малаканд Хайбер-Пахтунхва. На півночі Чілас з'єднується з містами Ташкурган і Кашгар у Сіньцзяні через Гілгіт, Аліабад, Суст і перевал Хунджераб.
Чилас перебуває під Гілгіт-Балтістаном. Це штаб-квартира району Діамір. Влітку жарка і суха погода, а взимку суха і холодна. Дістатися до нього можна по шосе Каракорум, а також через долину Каган і перевал Бабусар. Чилас знаходиться на лівому березі річки Інд. Прекрасний національний парк Fairy Meadows і Нанга-Парбат, дев'ята за висотою вершина світу, також розташовані в Чіласі.
Каракорумський міжнародний університет нещодавно відкрив субкампус у Чіласі.

## Історія
Навіть після того, як століття тому було встановлено кашмірсько-британське правління, долина Інду на захід від Чіласа була осиним гніздом крихітних республік; був по одному майже в кожній бічній долині, кожен вільно керувався джиргою (радою племінних старійшин), але фактично без лідерів, усі ворогували один з одним і ворогували внутрішньо. Незважаючи на те, що Чілас та його сусіди адміністративно зведені до Гілгіта, за темпераментом більше схожі на народ Інду Кохістані, ймовірно, через таке ж вороже середовище та таку ж ортодоксальність мусульман-сунітів. Їхні предки були навернені в іслам мусульманином-суфієм  з долини Каган. Сайед Нур Шах, відомий як Газі Баба, був першою людиною, яка проповідувала іслам у Тхаку, і побудувала першу мечеть, яка досі там. Ґазі Баба належав до сім’ї Сайєд Кагана. У Тангір і Дарел іслам прийшов з напрямку Сват. тоді як на північ від Чиласа в провінції Гілгіт-Балтістан майже ніхто не є сунітом.

## Клімат
Чилас має холодний напівпосушливий клімат (Kеппеп: BSk). Середня температура 28,2 °C (82,8 °F) у липні та 5,6 °C (42,1 °F) у січні. 
| Клімат Чилас: 1 176 м (3 858 фут), 1982–2012 normals | Клімат Чилас: 1 176 м (3 858 фут), 1982–2012 normals | Клімат Чилас: 1 176 м (3 858 фут), 1982–2012 normals | Клімат Чилас: 1 176 м (3 858 фут), 1982–2012 normals | Клімат Чилас: 1 176 м (3 858 фут), 1982–2012 normals | Клімат Чилас: 1 176 м (3 858 фут), 1982–2012 normals | Клімат Чилас: 1 176 м (3 858 фут), 1982–2012 normals | Клімат Чилас: 1 176 м (3 858 фут), 1982–2012 normals | Клімат Чилас: 1 176 м (3 858 фут), 1982–2012 normals | Клімат Чилас: 1 176 м (3 858 фут), 1982–2012 normals | Клімат Чилас: 1 176 м (3 858 фут), 1982–2012 normals | Клімат Чилас: 1 176 м (3 858 фут), 1982–2012 normals | Клімат Чилас: 1 176 м (3 858 фут), 1982–2012 normals | Клімат Чилас: 1 176 м (3 858 фут), 1982–2012 normals |
| Показник                                             | Січ.                                                 | Лют.                                                 | Бер.                                                 | Квіт.                                                | Трав.                                                | Черв.                                                | Лип.                                                 | Серп.                                                | Вер.                                                 | Жовт.                                                | Лист.                                                | Груд.                                                |                                                      |
| Середній максимум, °C                                | 10,2                                                 | 13,2                                                 | 18,5                                                 | 23,9                                                 | 29,0                                                 | 34,0                                                 | 34,7                                                 | 33,5                                                 | 30,6                                                 | 25,3                                                 | 19,3                                                 | 12,5                                                 |                                                      |
| Середня температура, °C                              | 5,6                                                  | 8,2                                                  | 13,0                                                 | 18,0                                                 | 22,3                                                 | 26,9                                                 | 28,2                                                 | 27,4                                                 | 23,9                                                 | 18,3                                                 | 12,5                                                 | 7,3                                                  |                                                      |
| Середній мінімум, °C                                 | 1,1                                                  | 3,2                                                  | 7,5                                                  | 12,1                                                 | 15,7                                                 | 19,8                                                 | 21,8                                                 | 21,4                                                 | 17,2                                                 | 11,3                                                 | 5,7                                                  | 2,2                                                  |                                                      |
| Норма опадів, мм                                     | 17                                                   | 25                                                   | 42                                                   | 46                                                   | 35                                                   | 10                                                   | 17                                                   | 19                                                   | 8                                                    | 18                                                   | 6                                                    | 11                                                   |                                                      |
| ---------------------------------------------------- | ---------------------------------------------------- | ---------------------------------------------------- | ---------------------------------------------------- | ---------------------------------------------------- | ---------------------------------------------------- | ---------------------------------------------------- | ---------------------------------------------------- | ---------------------------------------------------- | ---------------------------------------------------- | ---------------------------------------------------- | ---------------------------------------------------- | ---------------------------------------------------- | ---------------------------------------------------- |
| Джерело: Climate-Data.org                            |                                                      |                                                      |                                                      |                                                      |                                                      |                                                      |                                                      |                                                      |                                                      |                                                      |                                                      |                                                      |                                                      |

## Стародавні петрогліфи

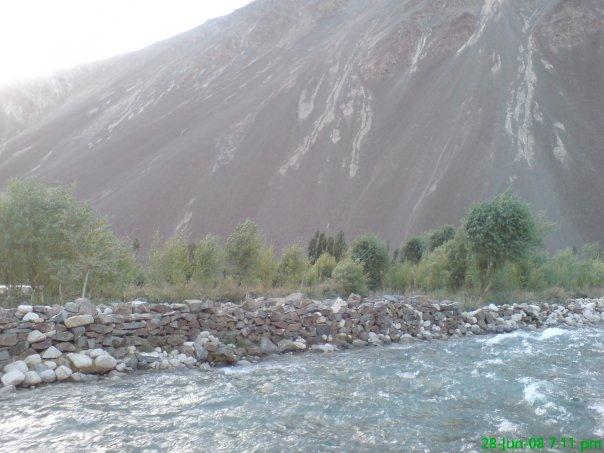
Річка Чилас

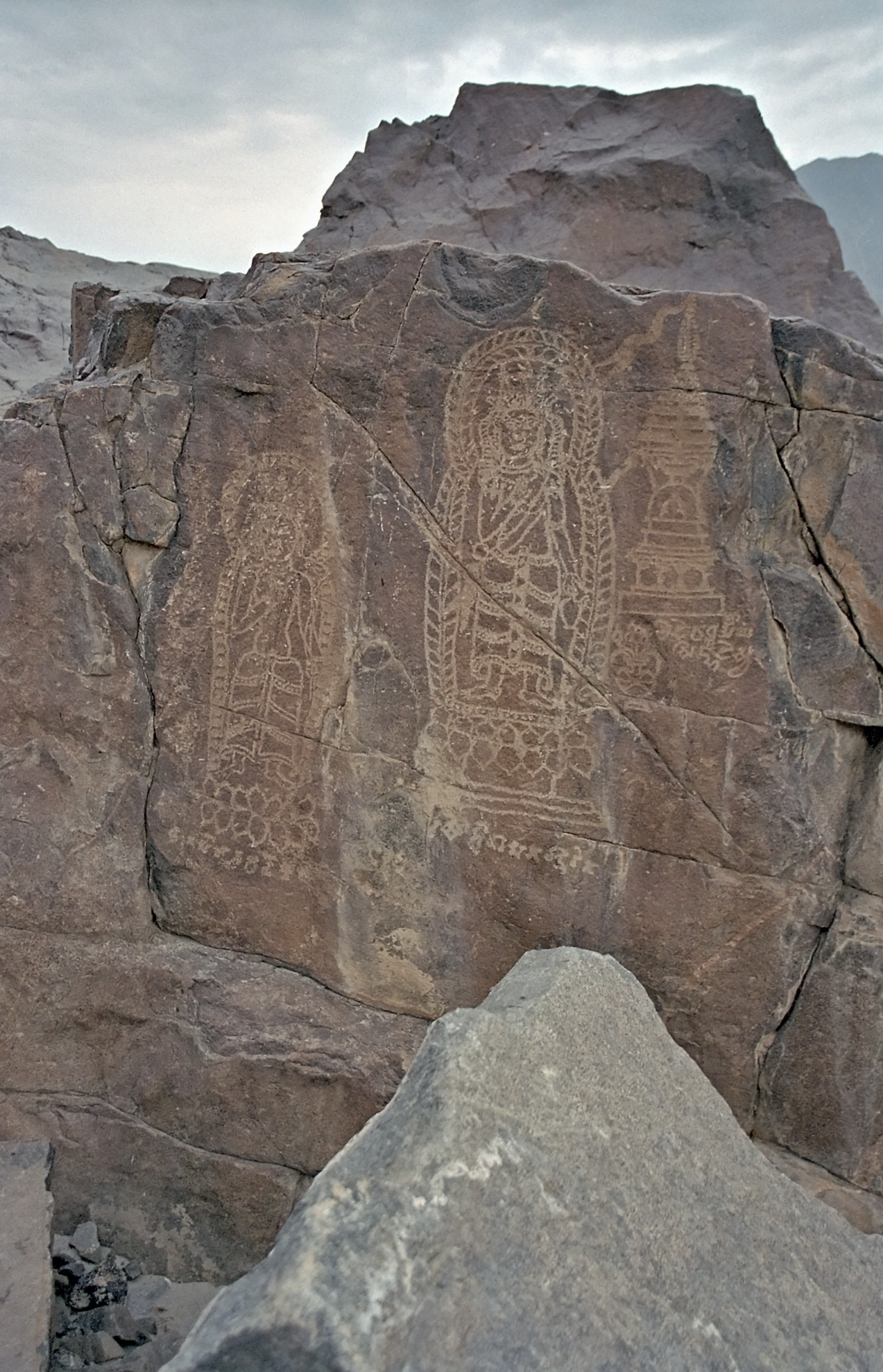
Буддійські петрогліфи біля Чіласа, що зображують Бодгісаттв.

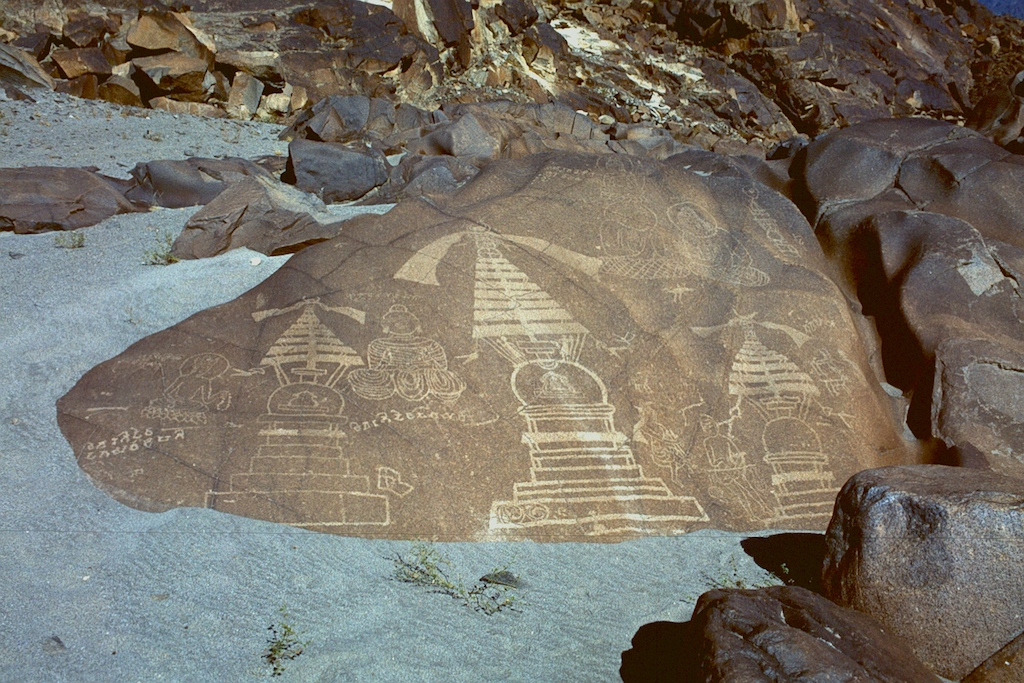
Шатіальний триптих із Сібі-Джатакою, приблизно 300-350 рр. н. е., заснований на палеографії Харошті, Брахмі та Согдій.

Понад 50 000 буддійських петрогліфів і написів уздовж Каракорумського шосе в Гілгіт-Балтістані, Пакистан. Вони зосереджені в десяти основних місцях між Хунза і Шатіал, але більше їх було знайдено поблизу Скарду і Шигар, де Карл Єттмар і Тевальт знайшли залишки буддійського монастиря в 1984 році. Різьблення залишили різні загарбники, торговці та паломники, які проходили торговим шляхом, а також місцеві жителі. Найдавніші датуються між 5000 і 1000 роками до нашої ери, показуючи поодиноких тварин, трикутних людей і сцени полювання, в яких тварини іноді більші за мисливців. Ці різьблення були вибиті в скелях кам'яними знаряддями та вкриті товстою патиною, що свідчить про їхній вік. Пізніше — переважно буддійське — різьблення іноді виконували гострим різцем.

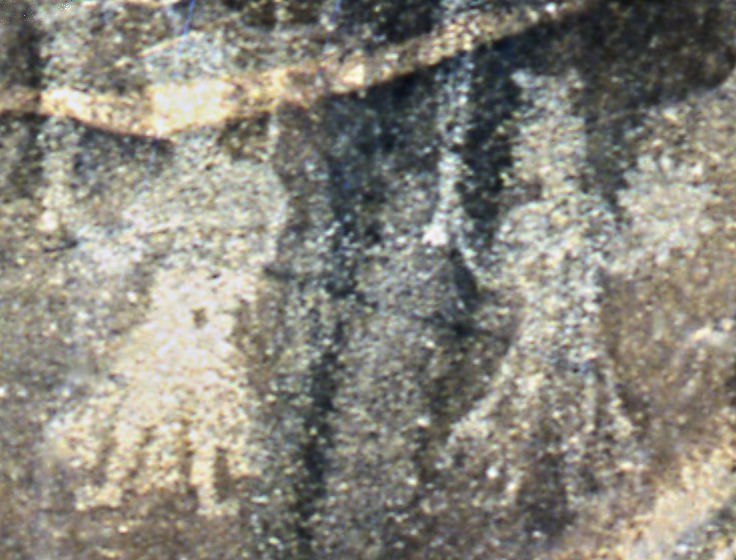
(Бала)рама і Крішна в Чіласі. Напис Карошті поруч читає Рама Крішна. 1 століття нашої ери[9].
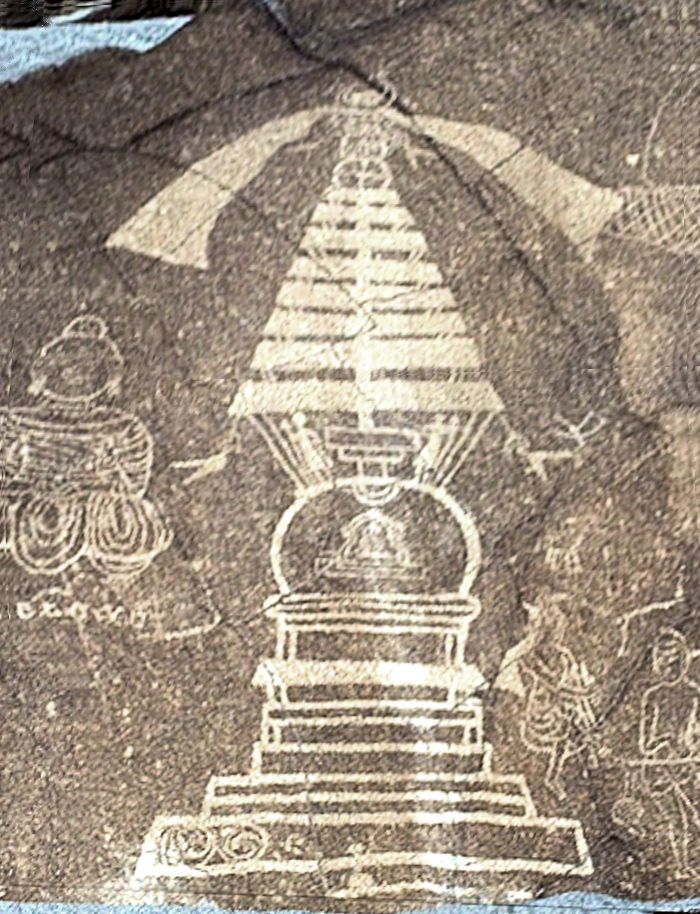
Буддійська Ступа, приблизно 300-350 рр. н. е. на основі палеографії [7].
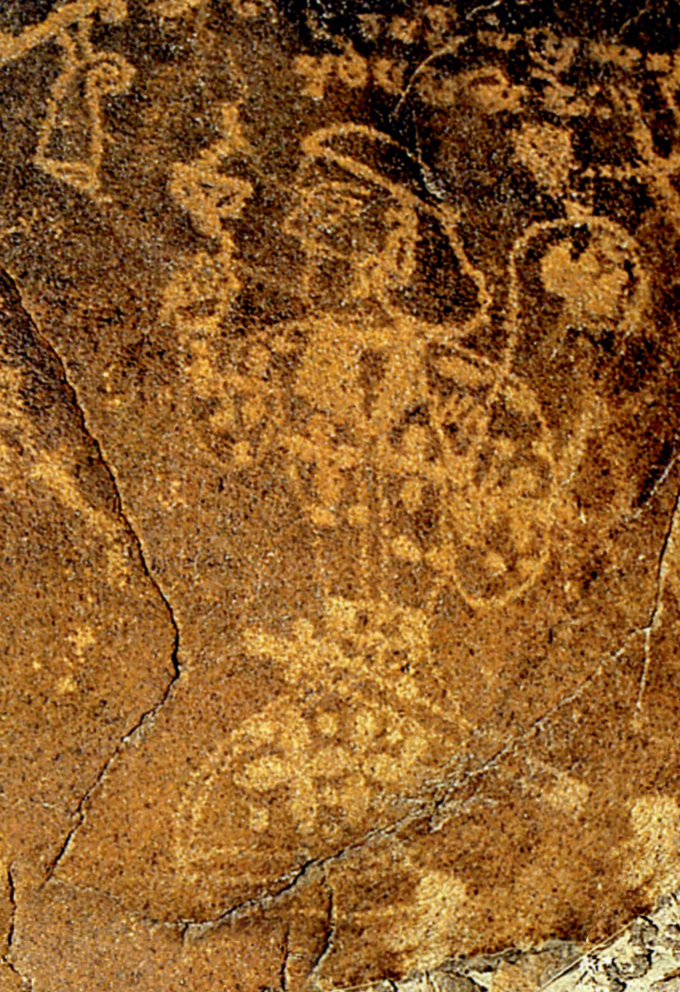
Донор у середньоазіатському одязі з санскритським ім’ям, що вшановує ступу, Талпан-Зіярат, північний Пакистан, приблизно 7 століття нашої ери[10].

## Видатні особи
- Мухаммад Білал Хан, журналіст (1997 - 2019)

- Журналіст Хусейн Ахмад